# Atheta troglophila
Atheta troglophila är en skalbaggsart som beskrevs av Jan Klimaszewski och Peck 1986. Atheta troglophila ingår i släktet Atheta och familjen kortvingar. Inga underarter finns listade i Catalogue of Life.